# Б'юфорт Бердекін
Б'юфорт Бердекін (англ. Beaufort Burdekin, 27 грудня 1891 — 15 травня 1963) — британський академічний веслувальник.
Срібний призер Олімпійських Ігор 1912 року в складі вісімки.